# Mikołaj (Soraich)
Mikołaj, imię świeckie Nikola Soraich (ur. 9 kwietnia 1949 w Butte) – biskup Rosyjskiego Kościoła Prawosławnego poza granicami Rosji, były biskup Kościoła Prawosławnego w Ameryce.

## Życiorys
Jest pochodzenia serbskiego, wychował się w głęboko religijnej rodzinie. Po ukończeniu szkoły średniej wstąpił do seminarium duchownego Chrystusa Zbawiciela w Johnstown. Jako jego student złożył 8 sierpnia 1970 śluby zakonne. 9 sierpnia tego samego roku przyjął święcenia diakońskie, zaś 4 czerwca 1972 – kapłańskie. Uroczystość miała miejsce w soborze św. Stefana w Alhambrze, należącym do serbskiej diecezji w Stanach Zjednoczonych.
Bezpośrednio po uzyskaniu święceń został skierowany do miejscowości Billings, gdzie zorganizował parafię pod wezwaniem św. Eliasza. Pracę duszpasterską łączył z zatrudnieniem jako kurator sądowy. W 1978 wyjechał na podyplomowe uzupełniające studia teologiczne do Belgradu. Po powrocie do Stanów Zjednoczonych w roku następnym został skierowany do Las Vegas, gdzie w ciągu lat 80. XX wieku zainicjował powstanie etnicznie serbskiej parafii św. Symeona oraz parafii św. Pawła Apostoła, która miała gromadzić wiernych różnych narodowości. W 1995, w czasie uroczystego poświęcenia cerkwi parafialnej, metropolita Teodozjusz (Lazor) nadał mu godność archimandryty. Od 1989 zasiadał w Radzie Misyjnej diecezji Zachodu, zostając w tym samym roku jej przewodniczącym.  
W 1994, po powołaniu przez biskupa Tichona dekanatu misyjnego Las Vegas został jego pierwszym dziekanem, jednak już w sierpniu tego samego roku został przeniesiony na stanowisko kanclerza diecezji Zachodu. Obowiązki te pełnił do 2001.
Święty Synod Kościoła Prawosławnego w Ameryce wyznaczył go 21 marca 2001 na biskupa Baltimore, wikariusza diecezji Waszyngtonu. Uroczysta chirotonia miała miejsce 21 kwietnia 2001 w soborze św. Serafima z Sarowa w Dallas. Już w październiku tego samego roku został wyznaczony na wakujący urząd ordynariusza diecezji Alaski. Chirotonia na biskupa Sitki, Anchorage i całej Alaski miała miejsce 4 marca 2002 w soborze św. Michała Archanioła w Sitce.
W maju 2008, po sporach z duchowieństwem swojej diecezji, zrezygnował z urzędu i odszedł w stan spoczynku.
W 2014 przeszedł za zgodą Świętego Synodu OCA w jurysdykcję Rosyjskiego Kościoła Prawosławnego poza granicami Rosji.